# Malombra (film 1917)
Malombra è un film del 1917, diretto dal regista Carmine Gallone, ispirato dall'omonimo romanzo di Antonio Fogazzaro del 1881.
Il film, una delle più significative interpretazioni di Lyda Borelli, inaugurò il genere gotico nel cinema.

## Trama
Marina di Malombra (Borelli) vive in un castello in attesa del matrimonio. Legge delle lettere scritte da una sua antenata di nome Cecilia. Cosi', scopre che Cecilia fu spinta alla morte da suo zio. Marina si identifica con Cecilia e si vendica per lei, uccidendo il proprio zio. Dopo aver fatto cio', Marina si suicida.
Nel 2016 il compositore Pasquale Menchise ha eseguito la colonna sonora della versione restaurata del film. La nuova colonna sonora è stata eseguita dal vivo in occasione di proiezioni speciali dedicate al cinema restaurato.